# Comuna Zătreni, Vâlcea
Zătreni este o comună în județul Vâlcea, Oltenia, România, formată din satele Butanu, Ciortești, Dealu Glămeia, Dealu Văleni, Făurești, Mănicea, Mecea, Oltețu, Sășcioara, Stanomiru, Valea Văleni, Văleni, Zătrenii de Sus și Zătreni (reședința).

## Demografie
Componența etnică a comunei Zătreni
     Români (92,86%)
     Alte etnii (0%)
     Necunoscută (7,14%)
Componența confesională a comunei Zătreni
     Ortodocși (92,76%)
     Alte religii (0,05%)
     Necunoscută (7,19%)
Conform recensământului efectuat în 2021, populația comunei Zătreni se ridică la 1.934 de locuitori, în scădere față de recensământul anterior din 2011, când fuseseră înregistrați 2.498 de locuitori. Majoritatea locuitorilor sunt români (92,86%), iar pentru 7,14% nu se cunoaște apartenența etnică. Din punct de vedere confesional, majoritatea locuitorilor sunt ortodocși (92,76%), iar pentru 7,19% nu se cunoaște apartenența confesională.

## Personalități
- Marin Voinea (1935 - 2021), fotbalist;
- Mihai Mihalache (n. 6 februarie 1935), interpret de muzică populară.

## Politică și administrație
Comuna Zătreni este administrată de un primar și un consiliu local compus din 11 consilieri. Primarul, Constantin I. Lițoiu[*], de la Partidul Social Democrat, este în funcție din 1996. Începând cu alegerile locale din 2024, consiliul local are următoarea componență pe partide politice:
|  | Partid                          | Consilieri | Componența Consiliului | Componența Consiliului | Componența Consiliului | Componența Consiliului | Componența Consiliului |
|  | ------------------------------- | ---------- | ---------------------- | ---------------------- | ---------------------- | ---------------------- | ---------------------- |
|  | Partidul Social Democrat        | 5          |                        |                        |                        |                        |                        |
|  | Partidul Național Liberal       | 3          |                        |                        |                        |                        |                        |
|  | Alianța pentru Unirea Românilor | 1          |                        |                        |                        |                        |                        |
|  | Uniunea Salvați România         | 1          |                        |                        |                        |                        |                        |
|  | Partidul S.O.S. România         | 1          |                        |                        |                        |                        |                        |